# Aghbal (Algeria)
Aghbal è un comune dell'Algeria, situato nella provincia di Tipasa.